# Porphyrophora turkmenica
Porphyrophora turkmenica är en insektsart som beskrevs av Jashenko 1994. Porphyrophora turkmenica ingår i släktet Porphyrophora och familjen pärlsköldlöss.
Artens utbredningsområde är Turkmenistan. Inga underarter finns listade i Catalogue of Life.